# کوسه جنوب
کوسهٔ جنوب فیلمی به کارگردانی ساموئل خاچیکیان محصول سال ۱۳۵۶ خورشیدی است. «کوسه جنوب» سومین فیلم پرویز حجازی در مقام تهیه کنندگی در استودیو «کامرافیلم» می‌باشد. فیلمنامه فیلم کوسه جنوب بر اساس داستانی از ایرج گل‌افشان نوشته امیر قویدل و بهمن زرین‌پور است  .

## خلاصهٔ داستان
اکبر، نادر، عباس و رضا، که روابط دوستانه‌شان از کودکی شکل گرفته است، هر یک در پی تحقق آرزوی خودش است: عباس و نادر لباس نظام به تن می‌کنند، اکبر به گروه دایی‌اش می‌پیوندد که قاچاقچی است؛ رضا، که فلج است، آرزویی جز ادامهٔ دوستی با آن سه ندارد. معصومه، خواهر رضا، و اکبر به یکدیگر علاقه‌مندند. اکبر در میان اعضای گروه قاچاقچی‌ها اعتباری کسب می‌کند و لقب «کوسه» می‌گیرد. اکبر در هنگام حمل یک محمولهٔ قاچاق ژاندارمی را به قتل می‌رساند و با پیکری زخمی به خانهٔ عباس می‌رود. عباس او را تحویل مأموران پلیس می‌دهد، و او در دادگاه به اعدام محکوم می‌شود. معصومه به ملاقات اکبر می‌رود و به عقد او درمی‌آید. اکبر، پیش از اعدام درخواست می‌کند که نادر مأمور اجرای حکم اعدام او باشد. اکبر پیش چشمان گریان معصومه، عباس و رضا به جوخهٔ اعدام سپرده شده و به دست نادر اعدام می‌شود.

## بازیگران
اسامی بازیگران به ترتیب نمایش در عنوان‌بندی آغازین فیلم:
1. ایرج قادری در نقش اکبر
2. مرتضی عقیلی در نقش رضا
3. آرام در نقش پیشی
4. [هوشنگ] منصورخاکی در نقش عباس
5. شهاب عسگری در نقش نادر
6. خشایار در نقش دایی اکبر
7. حسن رضایی در نقش راننده
8. كارمن
9. محمود پيراسته
10. ماليك
11. آندرانيك ساريان
12. لاله بهاران در نقش زری
13. وارطان توماس
14. جلالي
15. ژوبين
16. حميدرضا خسروي
17. نادر انصاري
18. عباس پورمهاباد
19. زهرا
20. جوانه جليلوند در نقش معصومه
21. واچه مانگار (واچیک مانگاساریان)
22. اصغر بيچاره به نقش رئیس پلیس (بدون ذکر در عنوان‎‌بندی)
23. ايرج صفدري (بدون ذکر در عنوان‎‌بندی)